# Albertina Navemba Ngolo
Albertina Navemba Ngolo est une femme politique angolaise.

## Biographie
Elle naît en 1977 dans la province de Huambo.
De 2012 à 2017, elle est membre de l'Assemblée nationale. Elle y représente l'Union nationale pour l'indépendance totale de l'Angola, dont elle est nommée seconde vice-présidente en 2017,.